# مدرسة ابن دينار (بغداد)
مدرسة ابن دينار أو مدرسة أبي الحكيم مدرسة تاريخية يعود تأسيسها إلى العصر العباسي في بغداد. تم بناؤها للمذهب الحنبلي  في باب الأزج بالجانب الشرقي من المدينة، على يد أبو حكيم إبراهيم بن دينار النهرواني البغدادي، المتوفى سنة 1161م (556هـ). إلا أن المدرسة لم تعد موجودة اليوم.